# فيكتوريا أورسي توت
فيكتوريا أورسي توت (من مواليد 14 أغسطس 1990) لاعبة كرة طائرة شاطئية إيطالية تلعب كحاجز للجهة اليمنى. مع شريكتها مارتا مينيغاتي ، حصلت على تصنيف عالمي رفيع المستوى رقم 7 في يونيو 2016. ومن أبرز إنجازاتها المهنية حصولها على ميداليتان ذهبيتان وثلاث فضيات وميداليتين برونزية في جولة الاتحاد الدولي العالمية للكرة الطائرة الشاطئية.

## نشأتها
ولدت أورسي توت في 14 أغسطس 1990 في بودابست ، المجر.

## روابط خارجية
- فيكتوريا أورسي توت على موقع الاتحاد الدولي beach volleyball database (الإنجليزية)
- فيكتوريا أورسي توت على موقع الاتحاد الأوروبي (الإنجليزية)
- فيكتوريا أورسي توت على موقع قاعدة بيانات الكرة الطائرة الشاطئية (الإنجليزية)
- فيكتوريا أورسي توت على موقع عالم الكرة الطائرة (الإنجليزية)
- فيكتوريا أورسي توت على موقع دوري الدرجة الأولى الإيطالي للكرة الطائرة - سيدات (الإيطالية)
- فيكتوريا أورسي توت على موقع اللجنة الأولمبية الدولية (الإنجليزية)
- فيكتوريا أورسي توت على موقع أوليمبيديا (الإنجليزية)